# العریشة
العریشة شهری در استان حسکه در سوریه است. جمعیت این شهر در سال ۲۰۰۴، ۳۹۵۷ نفر بوده‌است.